# اوبروزل
شهر اوبروزل (به آلمانی: Oberwesel) در ایالت راینلند-فالتز در کشور آلمان واقع شده‌است.